# Рошани
Рошаниты — название народного движения афганцев против империи Великих Моголов и феодальной афганской знати (около 1560—1638), возглавленного мусульманской сектой рошани (по прозвищу основателя Баязида Ансари — Пир Рошан). С трудом подавленное Великими Моголами, Рошани ослабило их военную мощь и оказало большое влияние на развитие афганского государства, содействовало этнической консолидации афганцев.

## Правители
Рошани (1542—1638)
Вост. Афганистан. Стол. Канигурам. Гос-во секты рошани.
1. . Байазид Ансари (Пир-и-Рошан) (1542 — 73).
2. . Умар, сын (1573 — 81)*
3. . Джалал ад-дин, брат (1581—1600)*
4. . Ахдад, сын 2 (1600 — 26)*
5. . Абд аль-Карим, сын (1626 — 36)*
6. . Каримдад, дядя (1636 — 38)*